# سیارک ۷۵۶۰
سیارک ۷۵۶۰ (به انگلیسی: 7560 Spudis، نامگذاری:1986AJ) هفت هزار و پانصد و شصتمین سیارک کشف شده‌است که در ۱۰ ژانویه ۱۹۸۶ کشف شد.
قدر مطلق سیارک برابر ۱۴٫۰۰ است.